# Salajärven korpi
Salajärven korpi este o arie protejată (arie specială de conservare — SAC, sit de importanță comunitară — SCI) din Finlanda întinsă pe o suprafață de 2 ha, integral pe uscat.

## Localizare
Centrul sitului Salajärven korpi este situat la coordonatele 61°05′13″N 22°00′05″E / 61.0869°N 22.0014°E.

## Înființare
Situl Salajärven korpi a fost declarat sit de importanță comunitară în mai 2002 pentru a proteja un număr necunoscut de specii din flora spontană și fauna sălbatică aflate în arealul zonei. Situl a fost protejat și ca arie specială de conservare în aprilie 2015.

## Biodiversitate
Situată în ecoregiunea boreală, aria protejată conține 1 habitat natural: Mlaștini împădurite.
La baza desemnării sitului se află un număr nedeclarat de specii protejate.